# Festival du cinéma méditerranéen de Montpellier 2017
Le Festival du cinéma méditerranéen de Montpellier 2017, 39e édition du festival, s'est déroulé du 20 au 28 octobre 2017.

## Déroulement et faits marquants
Pour cette édition, le festival met à l'honneur le cinéma algérien, ainsi que les réalisateurs Fernando Trueba et Merzak Allouache. 
Le festival propose une rétrospective intégrale de la réalisatrice Dominique Cabrera. Aure Atika préside le jury dont font aussi partie Anne-Dominique Toussaint, Tahar Ben Jelloun, Thierry de Peretti et Swann Arlaud. 
Le jury décerne l'Antigone d'or à Manuel de Dario Albertini. Ce film reçoit aussi le Prix de la critique. Une Mention spéciale du jury est décerné au film Les Bienheureux de Sofia Djama et le Prix du public à Dede de Mariam Khatchvani.

## Jury

### Longs métrages
- Aure Atika (présidente du jury), actrice, réalisatrice
- Anne-Dominique Toussaint, productrice
- Tahar Ben Jelloun, écrivain
- Thierry de Peretti, réalisateur
- Swann Arlaud, acteur

## Sélection

### En compétition
- Manuel de Dario Albertini  Italie
- Volubilis de Faouzi Bensaïdi  France  Maroc
- Dede de Mariam Khatchvani  Géorgie
- Holy Air de Shady Srour  Israël
- Luna de Elsa Diringer  France
- Wajib de Annemarie Jacir  Palestine
- Les Bienheureux de Sofia Djama  France  Belgique  Qatar
- Requiem pour madame J. de Bojan Vuletic  Serbie
- Vent du nord de Walid Mattar   France  Tunisie

### Film d'ouverture
- Razzia de Nabil Ayouch  France  Maroc  Belgique

### Film de clôture
- Plonger de Mélanie Laurent  France

### Panorama
- Dernier Noël de Christiano Pahler  Italie
- Retour à Bollène de Saïd Hamich  France
- Tazzeka de Jean-Philippe Gaud  France  Maroc
- La Meilleure option de Oscar Pérez  Espagne
- No sé decir adios de Lino Escalera  Espagne
- Low Tide de Daniel Mann  Italie
- Blue silence de Bülent Öztürk  Turquie  Belgique
- Il più grande sogno de Michele Vannucci  Italie
- L'Amour des hommes de Mehdi Ben Attia  France  Tunisie

### La jeune garde du cinéma algérien
- Mascarades de Lyes Salem  France
- L'Oranais de Lyes Salem  France
- Bla Cinima de Lamine Ammar-Khodja  France
- Dans ma tête un rond-point de Hassen Ferhani  Algérie  France  Qatar  Pays-Bas
- Atlal de Djamel Kerkar  France  Algérie

### Hommages
- Merzak Allouache
- Éric Toledano et Olivier Nakache
- Dominique Cabrera
- Fernando Trueba
- Manuel Pradal
- Alberto Lattuada

## Palmarès

### Longs métrages
- Antigone d'or : Manuel de Dario Albertini
- Mention spéciale du jury : Les Bienheureux de Sofia Djama
- Prix de la critique : Manuel de Dario Albertini
- Prix du public : Dede de Mariam Khatchvani